# Reddebeitz
Reddebeitz ist ein Ortsteil der Stadt Lüchow (Wendland) im niedersächsischen Landkreis Lüchow-Dannenberg.
Reddebeitz befindet sich südöstlich der Stadt Lüchow, umgeben von den Orten Saaße, Bösel, Woltersdorf und Loge. Das landwirtschaftlich geprägte Reddebeitz ist ein Rundlingsdorf, das hauptsächlich aus Bauernhöfen mit deren Wohn- und Wirtschaftsgebäuden besteht. Westlich des Ortes verläuft die Bundesstraße 248 Richtung Lüchow und Salzwedel.
Der Ortsname zeugt von einer slawischen Besiedlung. Das Dorf hat heute etwa 39 Einwohner.
Im Ort sind drei Baudenkmale klassifiziert und stehen damit auf der Liste der Baudenkmale in Reddebeitz. Im Ort gibt es eine Hofanlage mit Vierständer-Hallenhaus aus dem Jahr 1845, ein weiteres Vierständer-Hallenhaus von 1828 und ein Göpelhaus, das einen oktogonalen Grundriss und eine freitragende Dachkonstruktion aufweist. 
In Reddebeitz findet jährlich das „Irish Farm Festival Reddebeitz“ statt.